# Moreauia mirabilis
Moreauia mirabilis är en plattmaskart. Moreauia mirabilis ingår i släktet Moreauia och familjen Moreauiidae. Inga underarter finns listade i Catalogue of Life.